# املاک تالکین

علامت تجاری املاک تالکین

املاک تالکین (انگلیسی: Tolkien Estate) نهادی قانونی است که دارایی و املاک مؤلف انگلیسی، جی. آر. آر. تالکین، شامل حق نشر اکثر آثار او را مدیریت می‌کند. حق نشر شخصی در بیشتر موارد توسط این نهاد به سازمان‌های جداگانهٔ مربوط به این نویسنده واگذار شده‌است. هلدینگ‌های مختلف خانوادهٔ تالکین، شامل این املاک، تحت شرکت تالکین—که کریستوفر تالکین و همسرش تا اوت ۲۰۱۷ و مایکل جرج تالکین سرپرست آن است— سازماندهی شده‌اند.